# Aurantioideae
Aurantioideae (ponekad i Citroideae, sin. Spathelioideae) je potporodica rutovki. Pripada joj tridesetak rodova. Nekada se računala za samostalnu porodicu Aurantiaceae Juss.
Ime dolazi po rodu Aurantiam što je sinonim za rod Citrus.

## Rodovi
1. Glycosmis Corrêa (51 spp.)
2. Micromelum Blume (8 spp.)
3. Clausena Burm. fil. (29 spp.)
4. Merrillia Swingle (1 sp.)
5. Murraya J. Koenig ex L. (18 spp.)
6. Luvunga Buch.-Ham. (12 spp.)
7. Pamburus Swingle (1 sp.)
8. Paramignya Wight (14 spp.)
9. Wenzelia Merr. (8 spp.)
10. Merope M. Roem. (1 sp.)
11. Monanthocitrus Tanaka (4 spp.)
12. Triphasia Lour. (3 spp.)
13. Aegle Corrêa ex J. Koenig (1 sp.)
14. Aeglopsis Swingle (4 spp.)
15. Afraegle (Swingle) Engl. (4 spp.)
16. Balsamocitrus Stapf (2 spp.)
17. Afraurantium A. Chev. (1 sp.)
18. Pleiospermium (Engl.) Swingle (7 spp.)
19. Swinglea Merr. (1 sp.)
20. Citropsis (Engl.) Swingle & Kellerm. (7 spp.)
21. Naringi Adans. (1 sp.)
22. Atalantia Corrêa (22 spp.)
23. Burkillanthus Swingle (1 sp.)
24. Feroniella Swingle (1 sp.)
25. Limonia L. (1 sp.)
26. Clymenia Swingle (2 spp.)
27. Eremocitrus Swingle (1 sp.)
28. Microcitrus Swingle (6 spp.)
29. Citrus L. (17 spp.)